# Пенязівка
Пе́нязівка — село в Україні, у Куликівській селищній громаді Чернігівського району Чернігівської області. Населення становить 168 осіб. До 2020 орган місцевого самоврядування — Куликівська селищна рада.
Біля села розташований осушувальний канал.
Село має лише одну вулицю — вулицю Перемоги. Це, фактично, траса із Куликівки до сусіднього села Салтикова Дівиця. Автобус їздить лише двічі на день — зранку від станції «Борис Олійник» до Салтикової Дівиці і ввечері від Салтикової Дівиці назад. Відстань від станції до села — 3 км, від села до Салтикової Дівиці — 6 км. Також можна дістатися попутками. Досить поширені мотоцикли і велосипеди, іноді їздять і на возах.
На південний схід від села розташований ботанічний заказник місцевого значення «Селецьке», а також 2 ботанічні пам'ятки природи — «Гульбище-І» та «Гульбище-II».

## Історія
12 червня 2020 року, відповідно до розпорядження Кабінету Міністрів України № 730-р «Про визначення адміністративних центрів та затвердження територій територіальних громад Чернігівської області», село увійшло до складу Куликівської селищної громади.
19 липня 2020 року, в результаті адміністративно-територіальної реформи та ліквідації Куликівського району, село увійшло до складу Чернігівського району.

## Населення

### Мова
Розподіл населення за рідною мовою за даними перепису 2001 року:
| Мова            | Кількість | Відсоток |
| --------------- | --------- | -------- |
| українська      | 162       | 96.43%   |
| російська       | 3         | 1.78%    |
| румунська       | 1         | 0.60%    |
| інші/не вказали | 2         | 1.19%    |
| Усього          | 168       | 100%     |

## Галерея

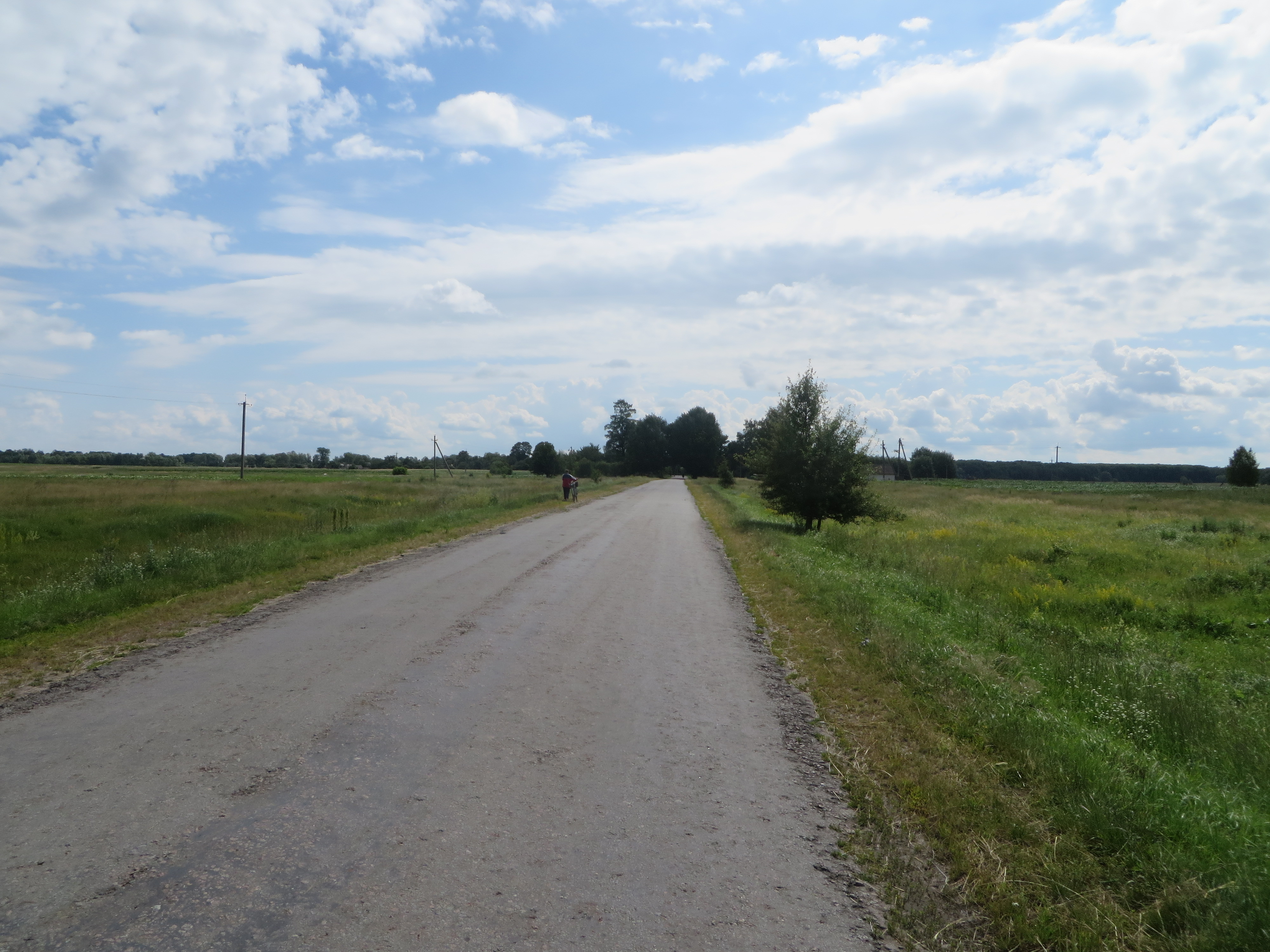
Початок села
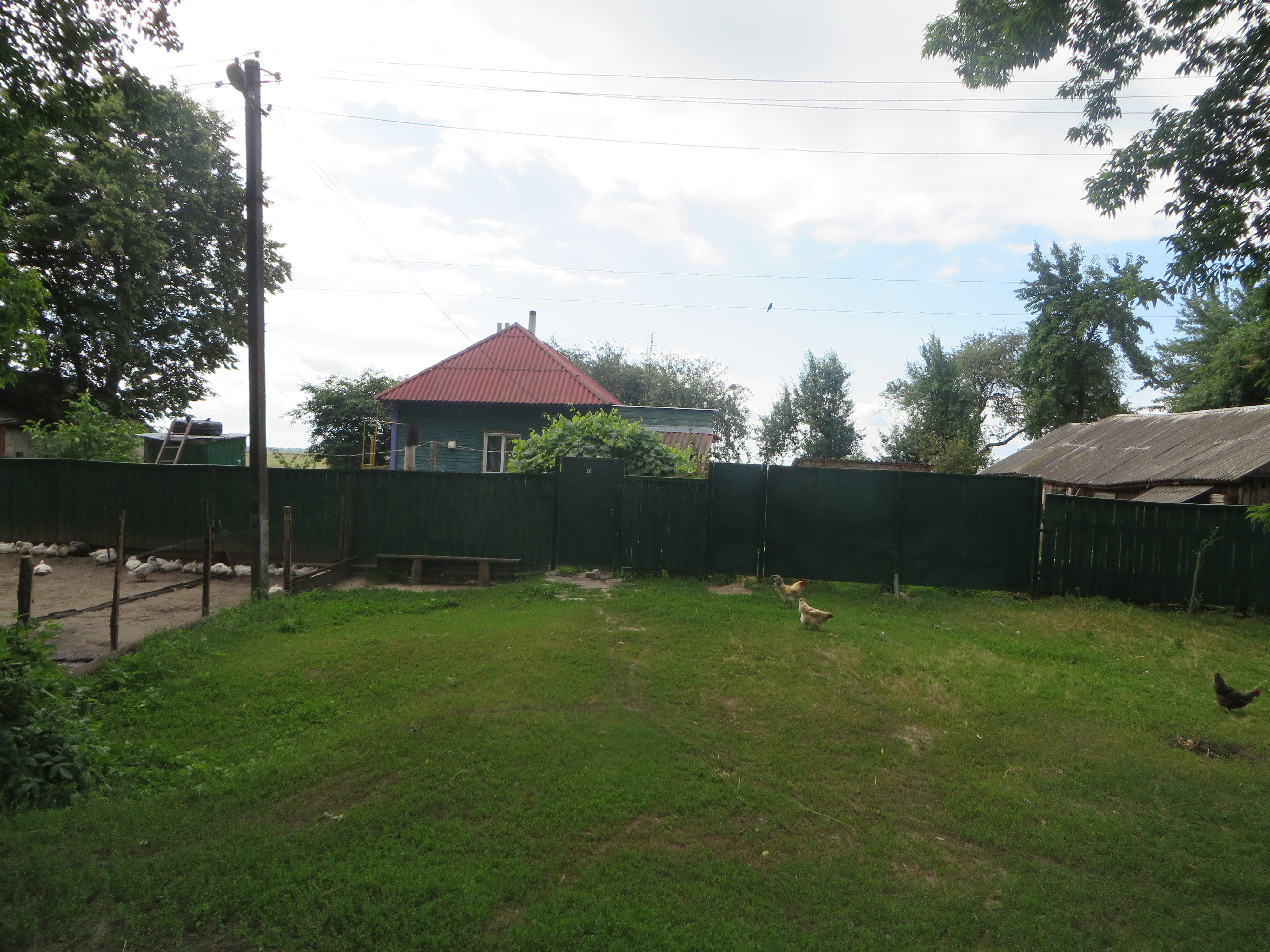
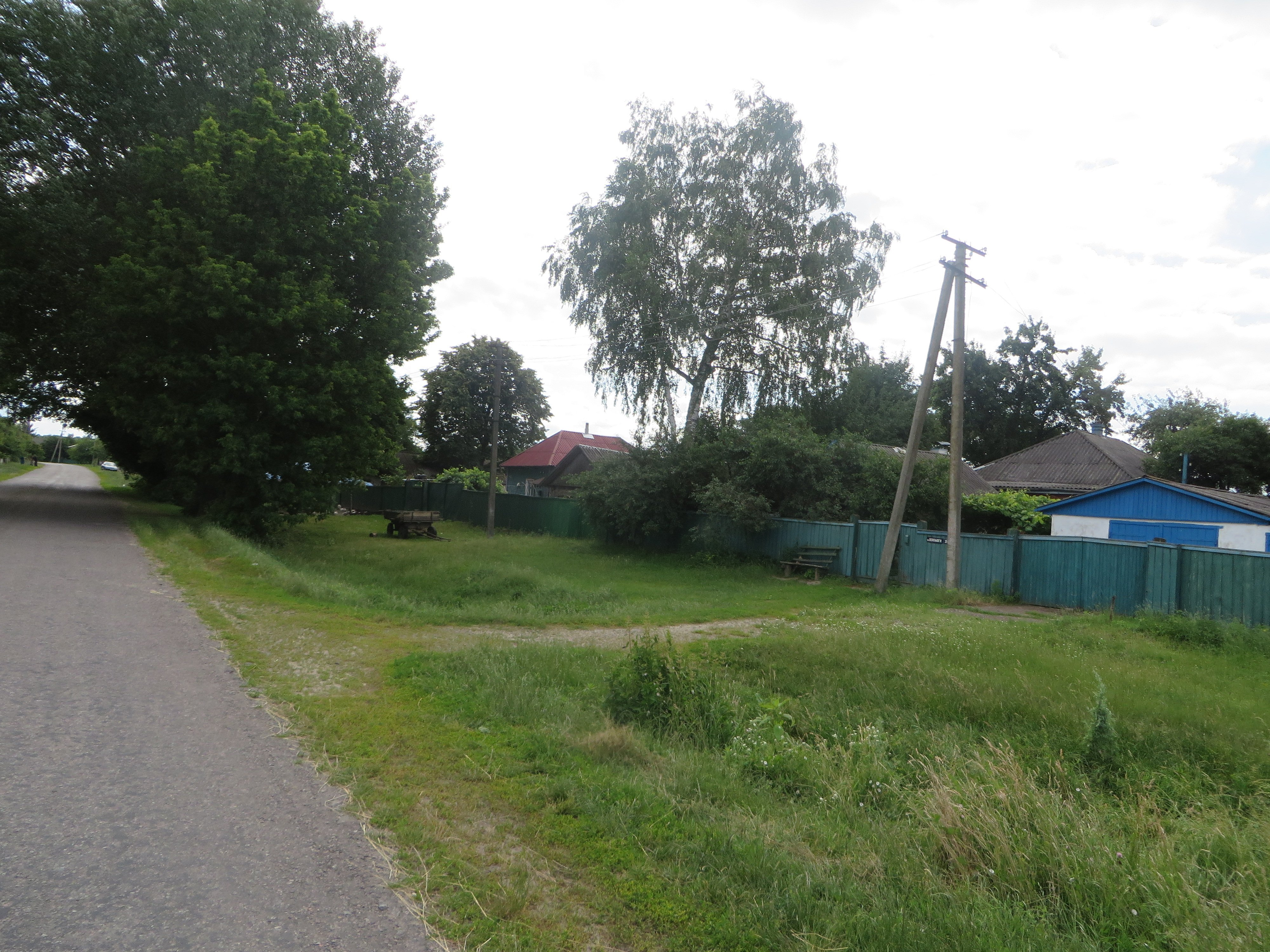
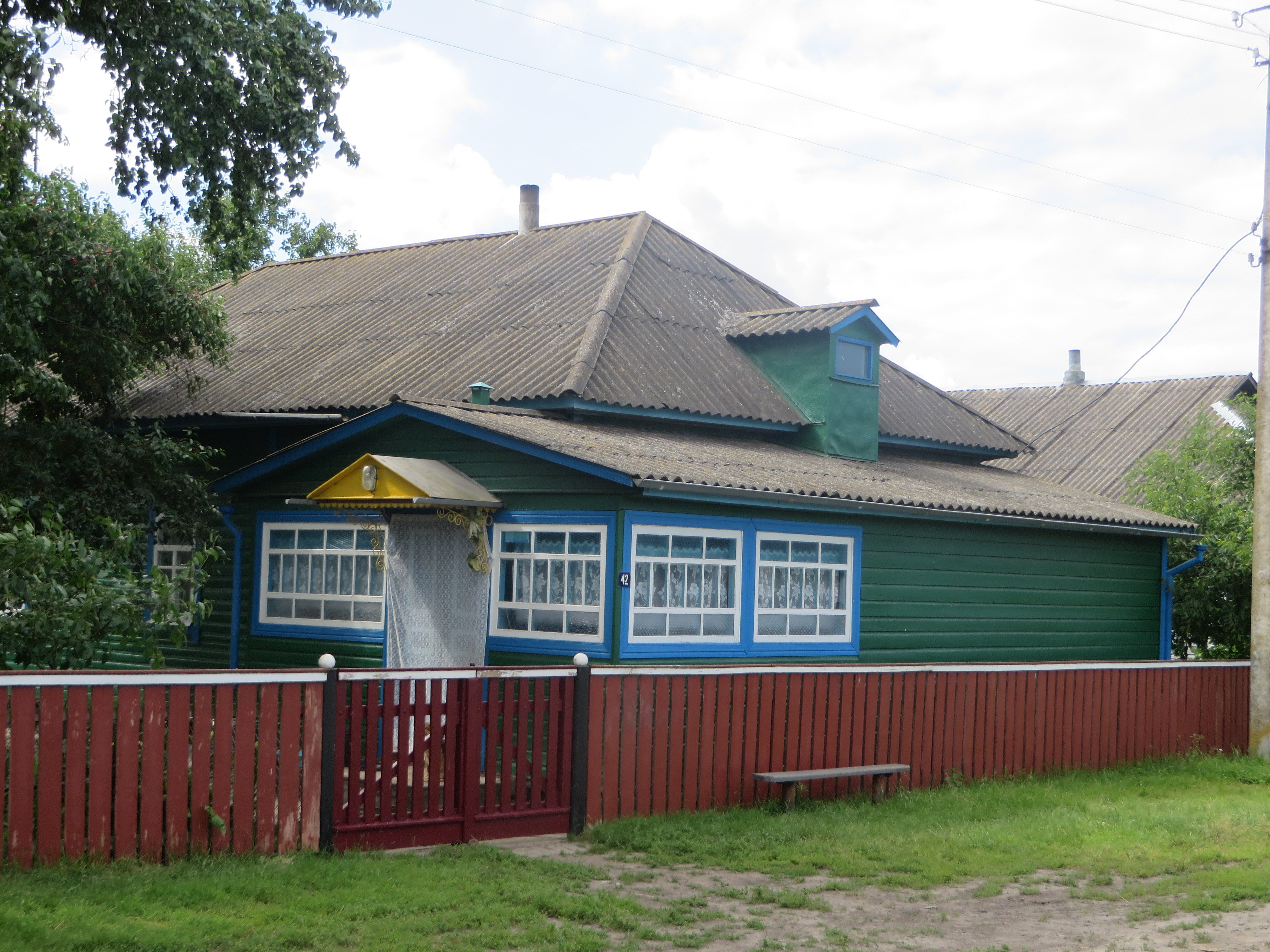
Одна з типових поліських хат
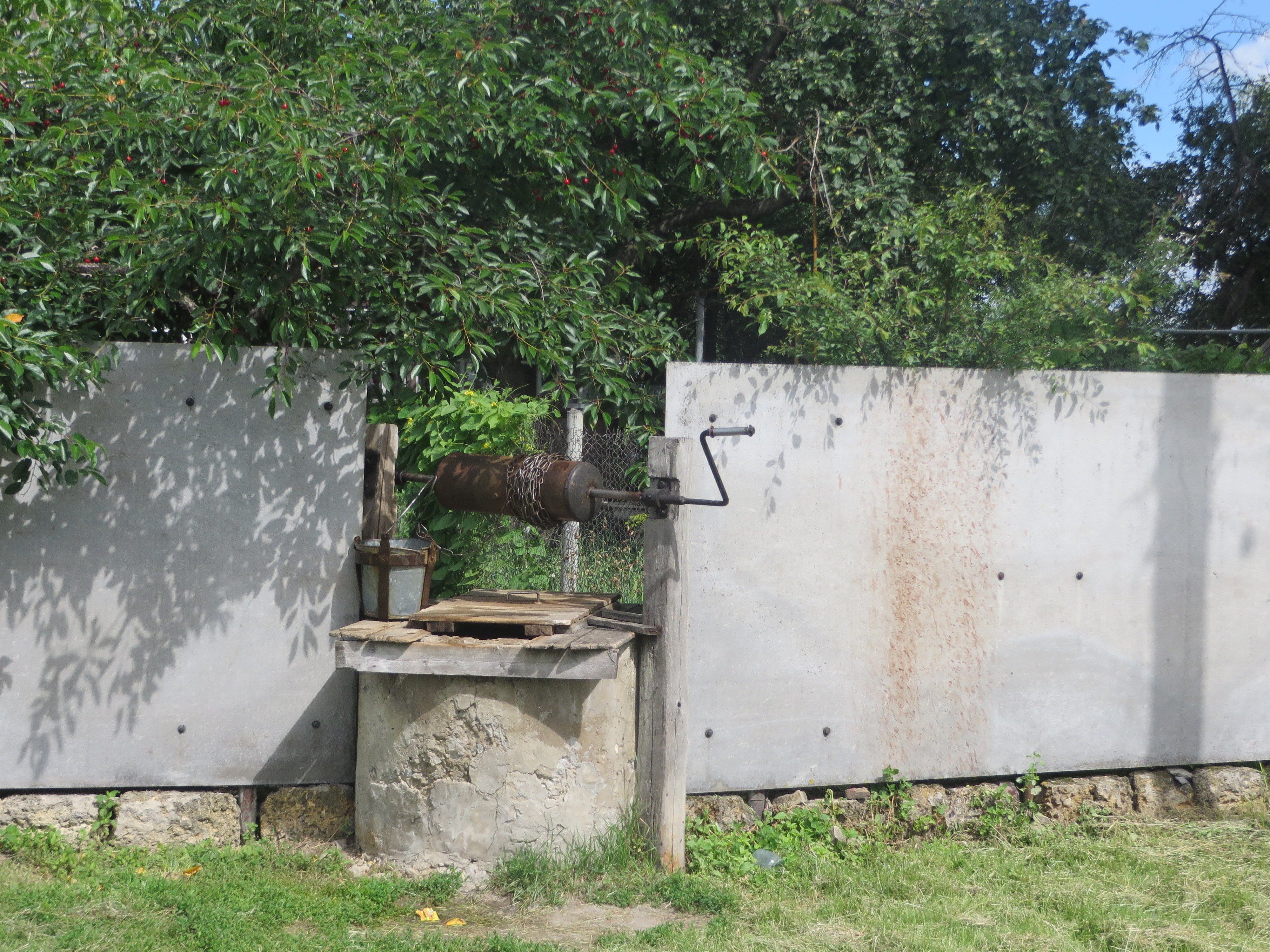
Криниця з корбою
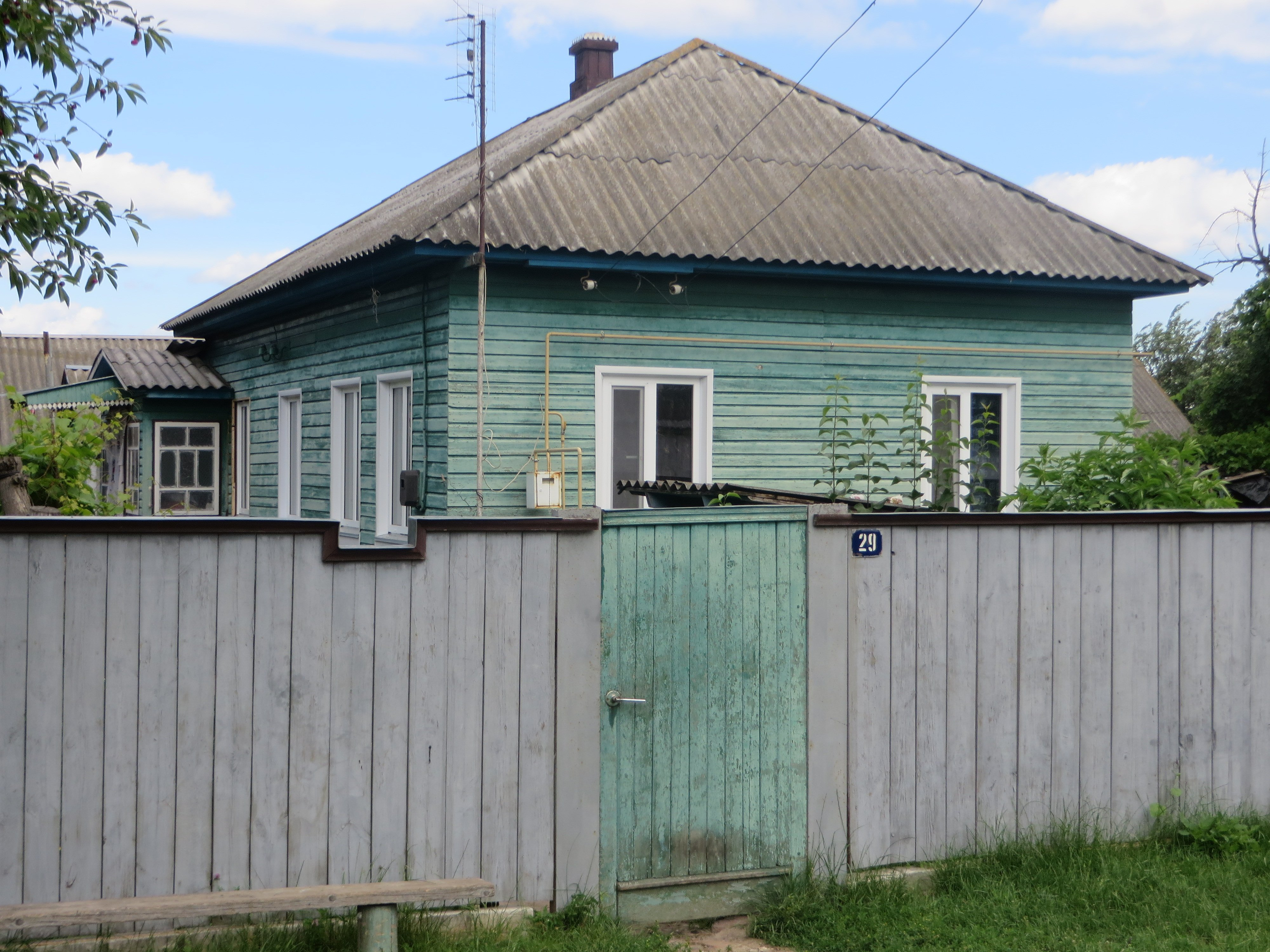
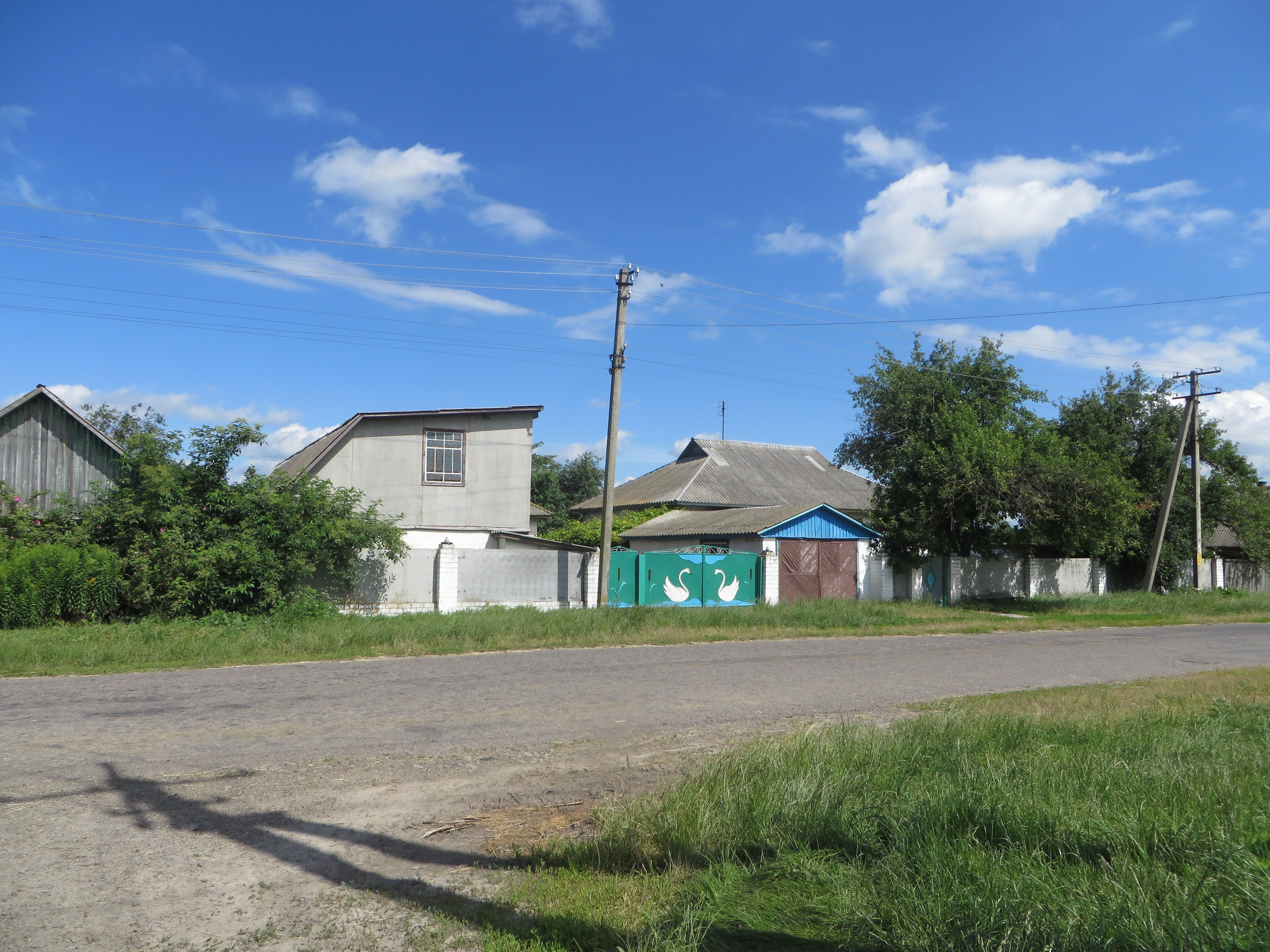
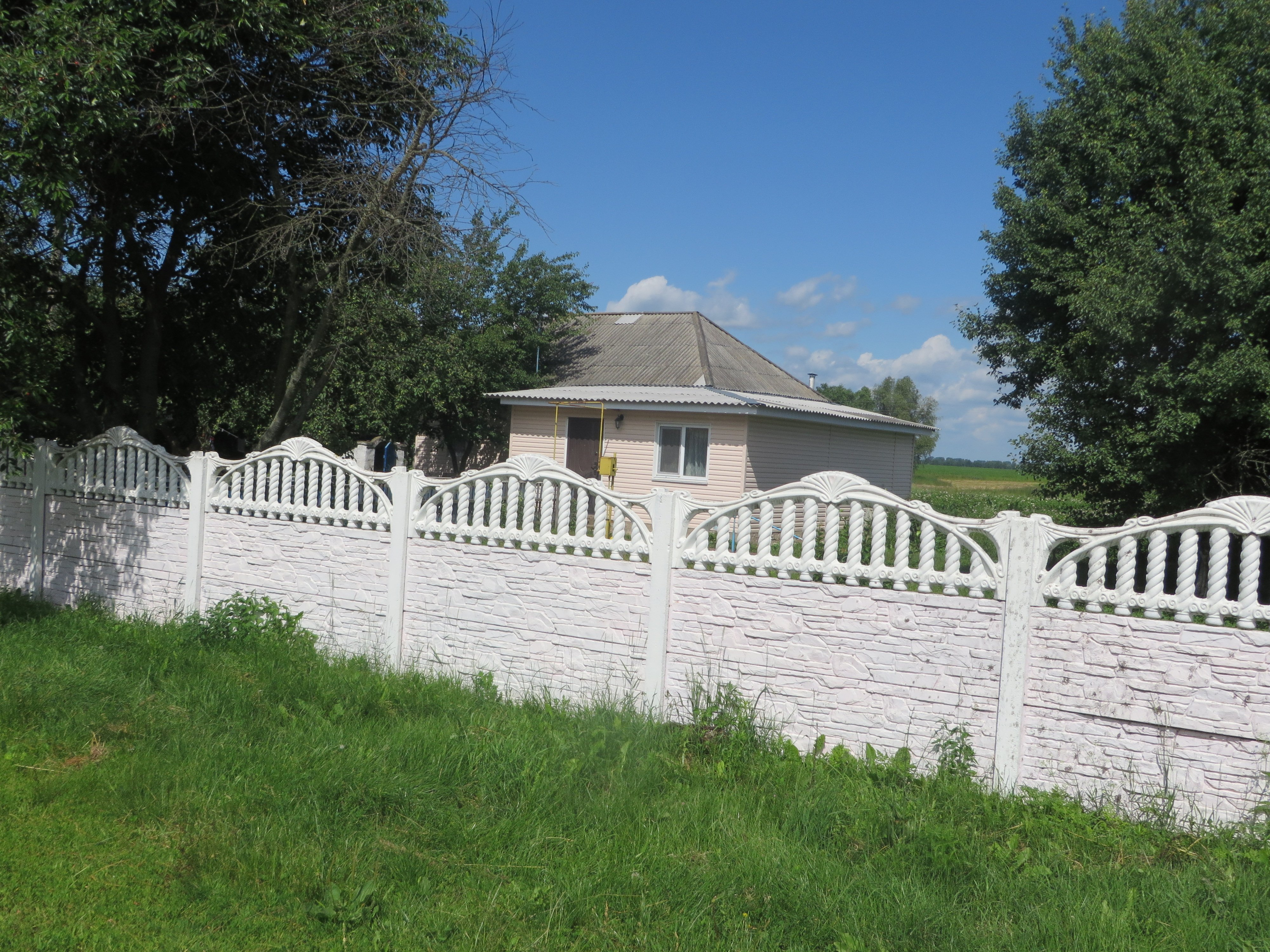
Оновлений будинок
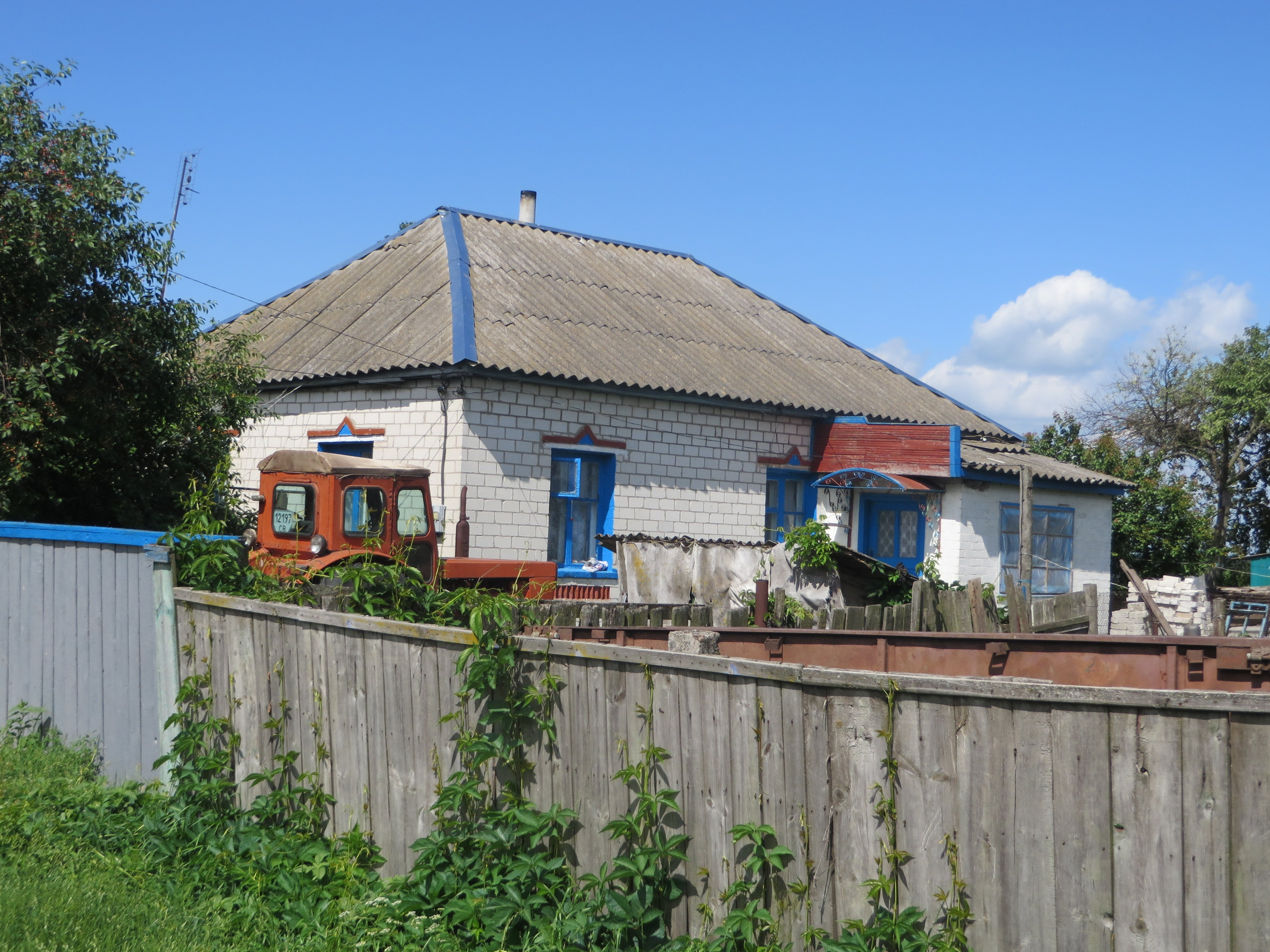
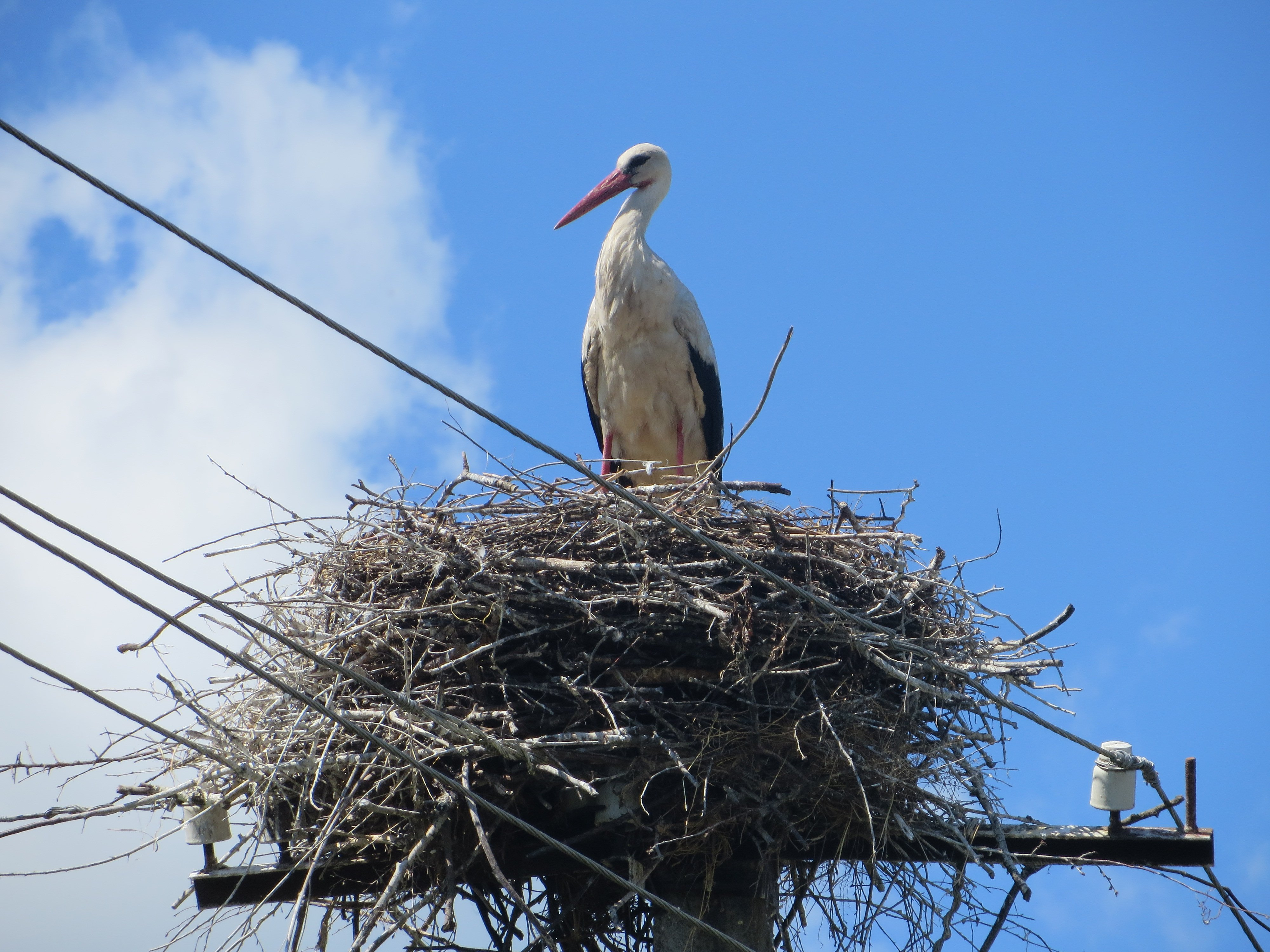
Лелека в гнізді
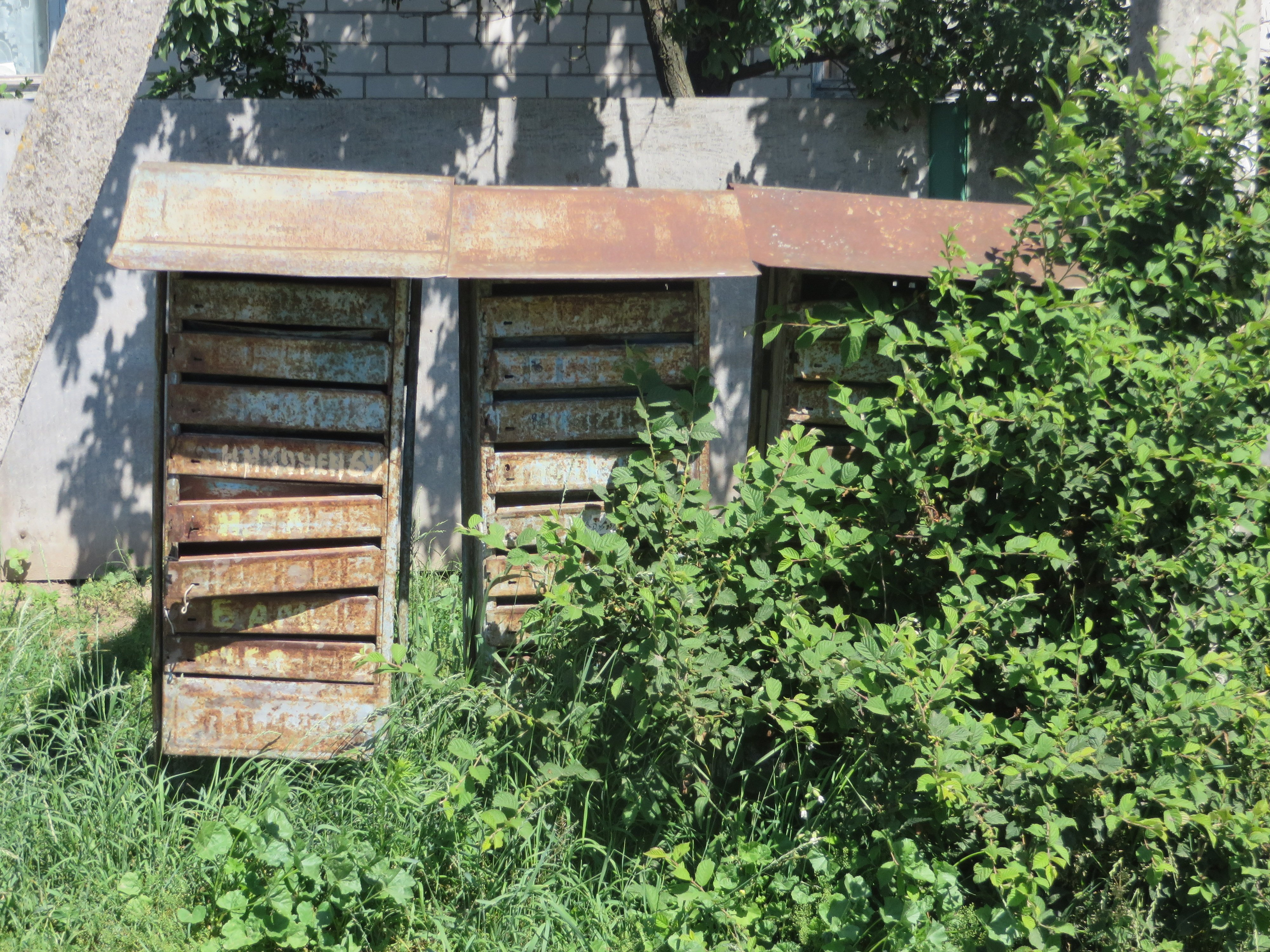
Колись тут була пошта
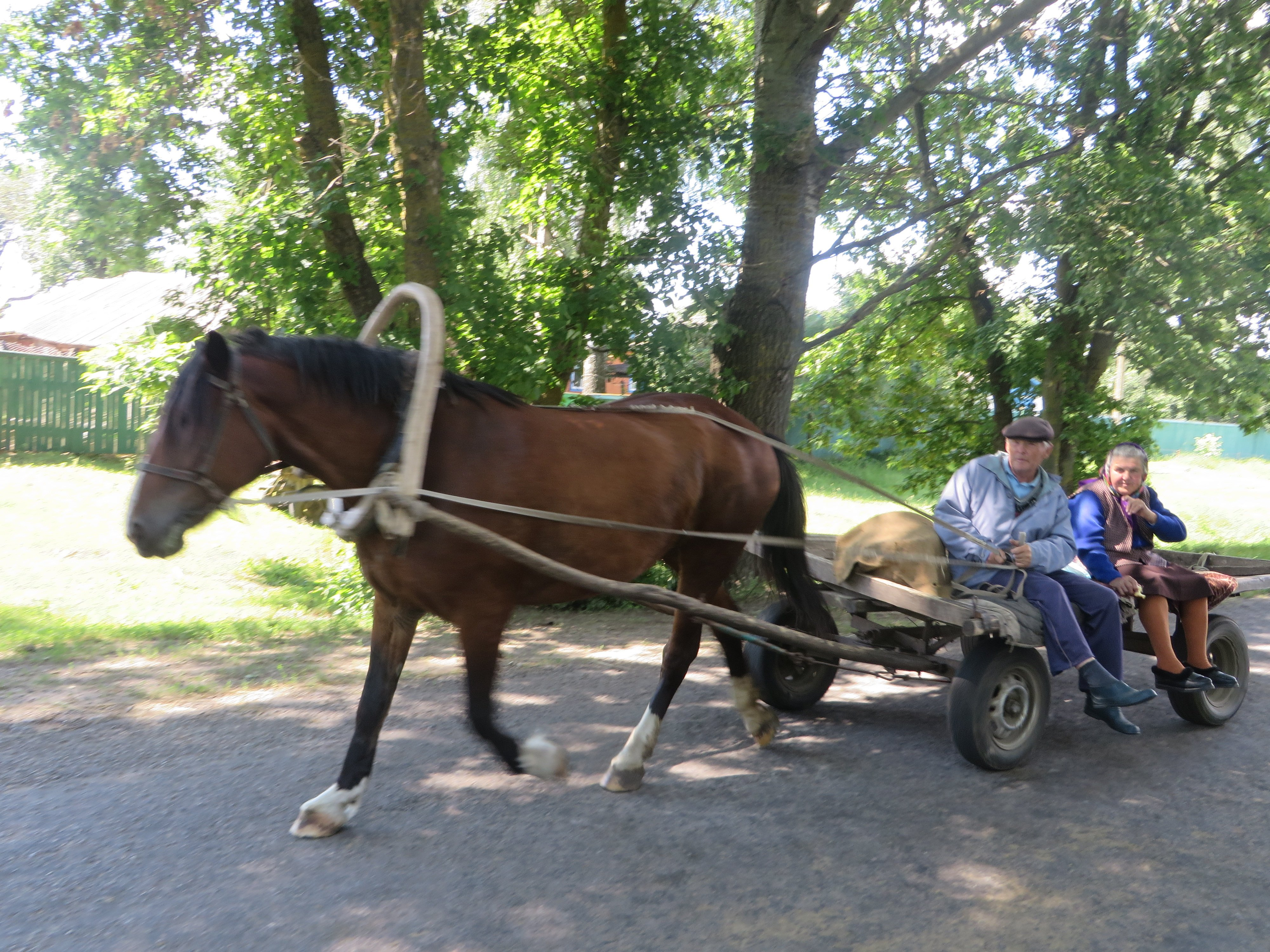
Коні ще не перевелися на дорогах села
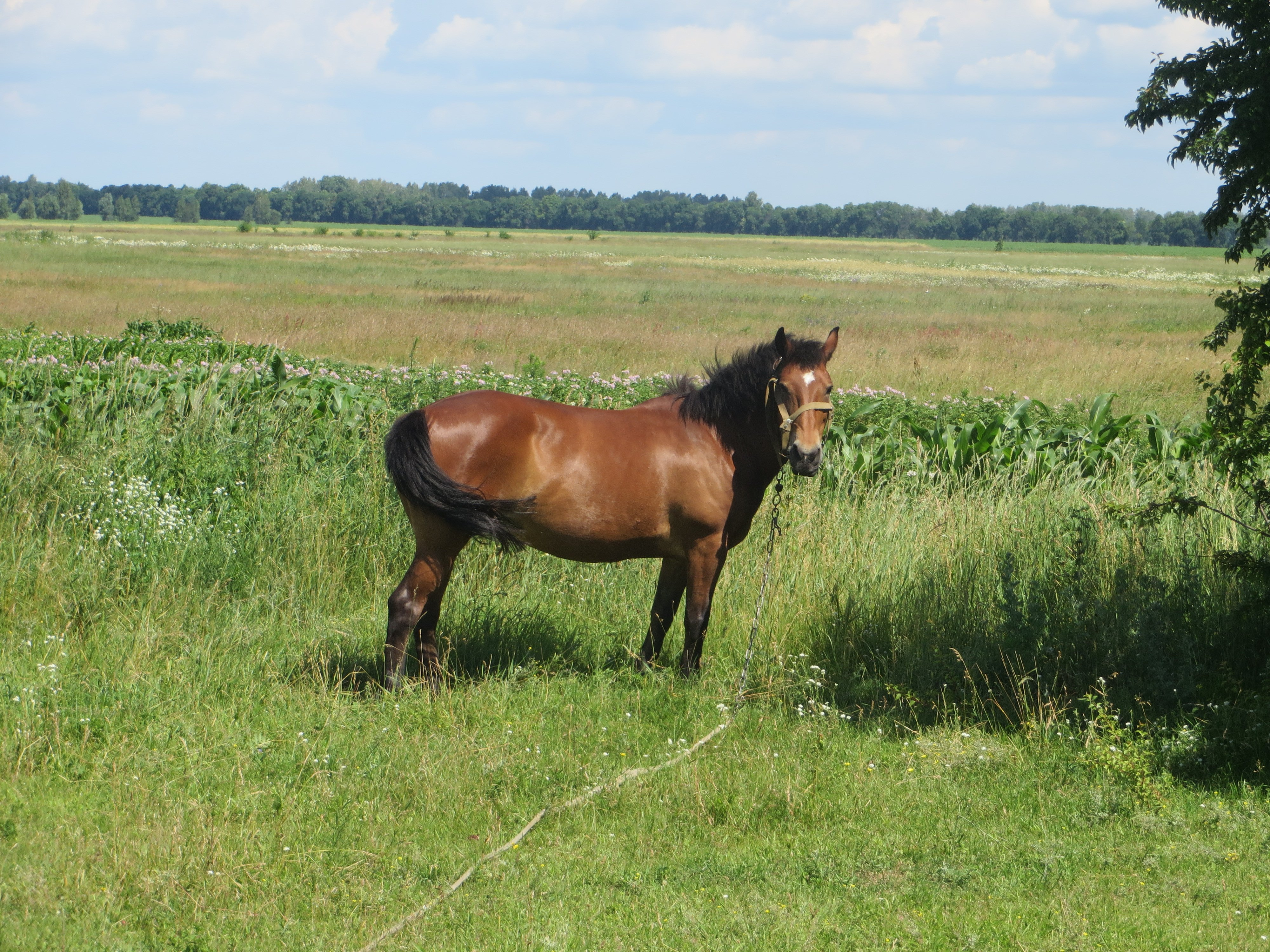
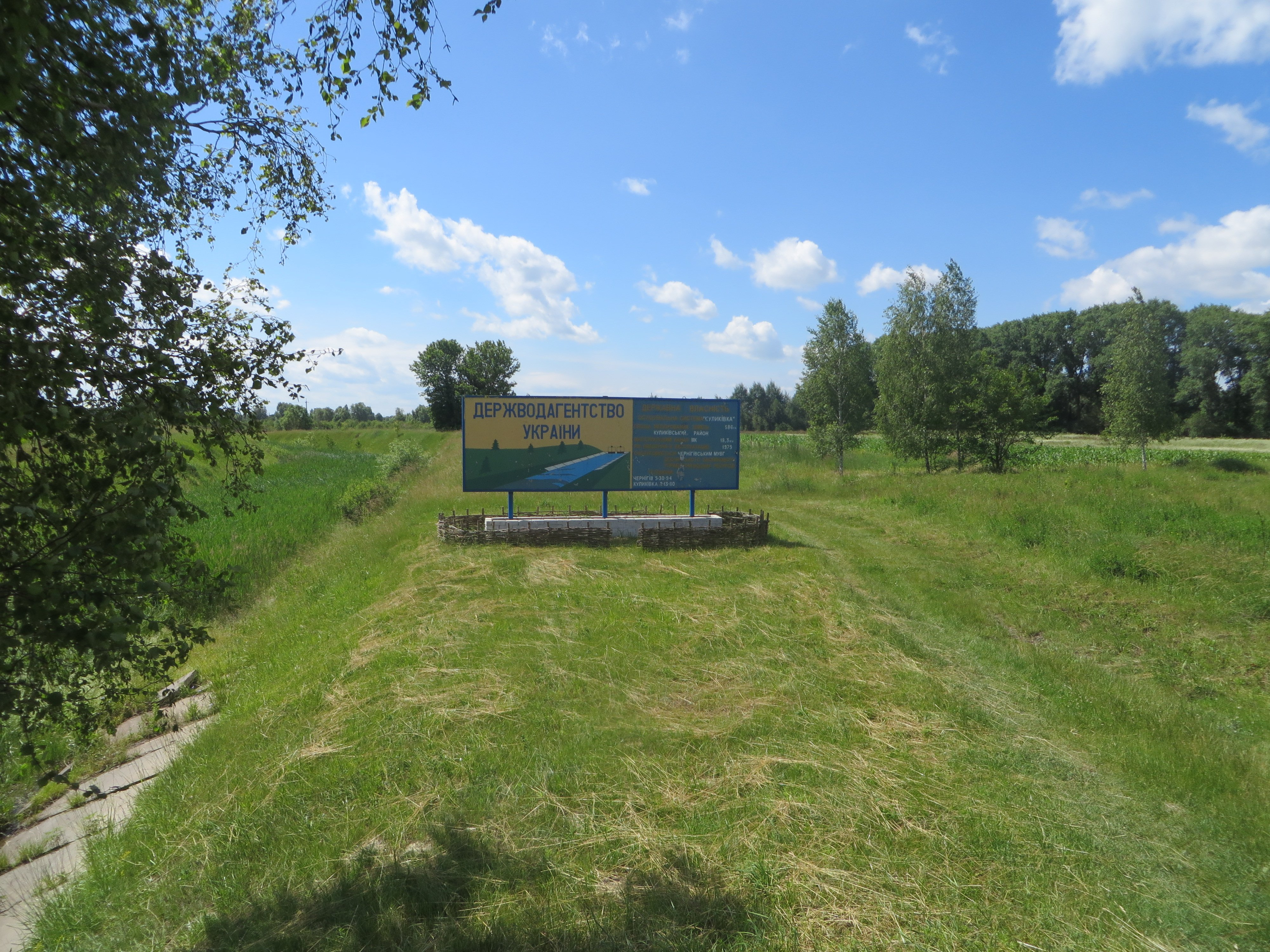
Осушувальна система біля села
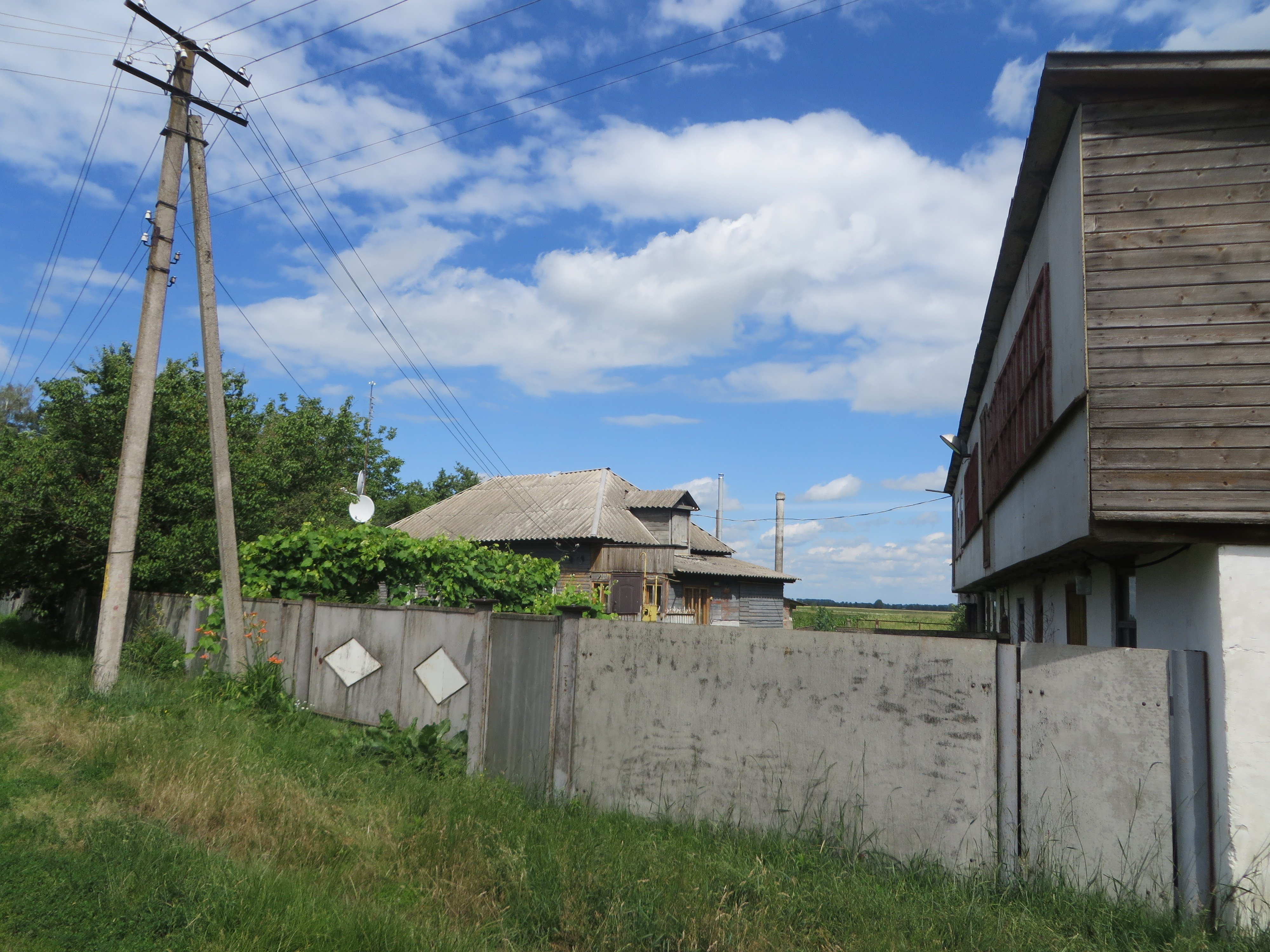
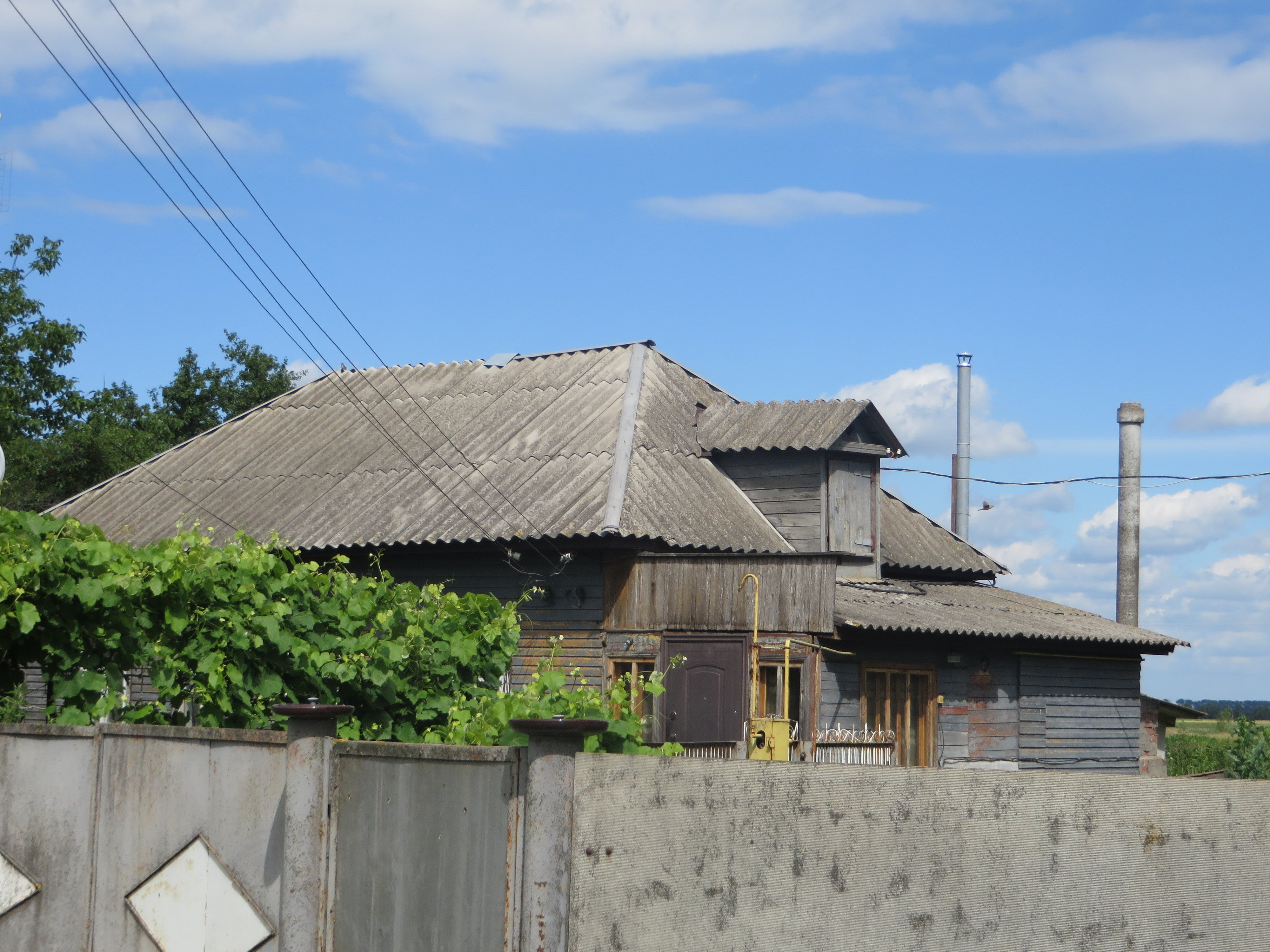
Дерев’яна хата
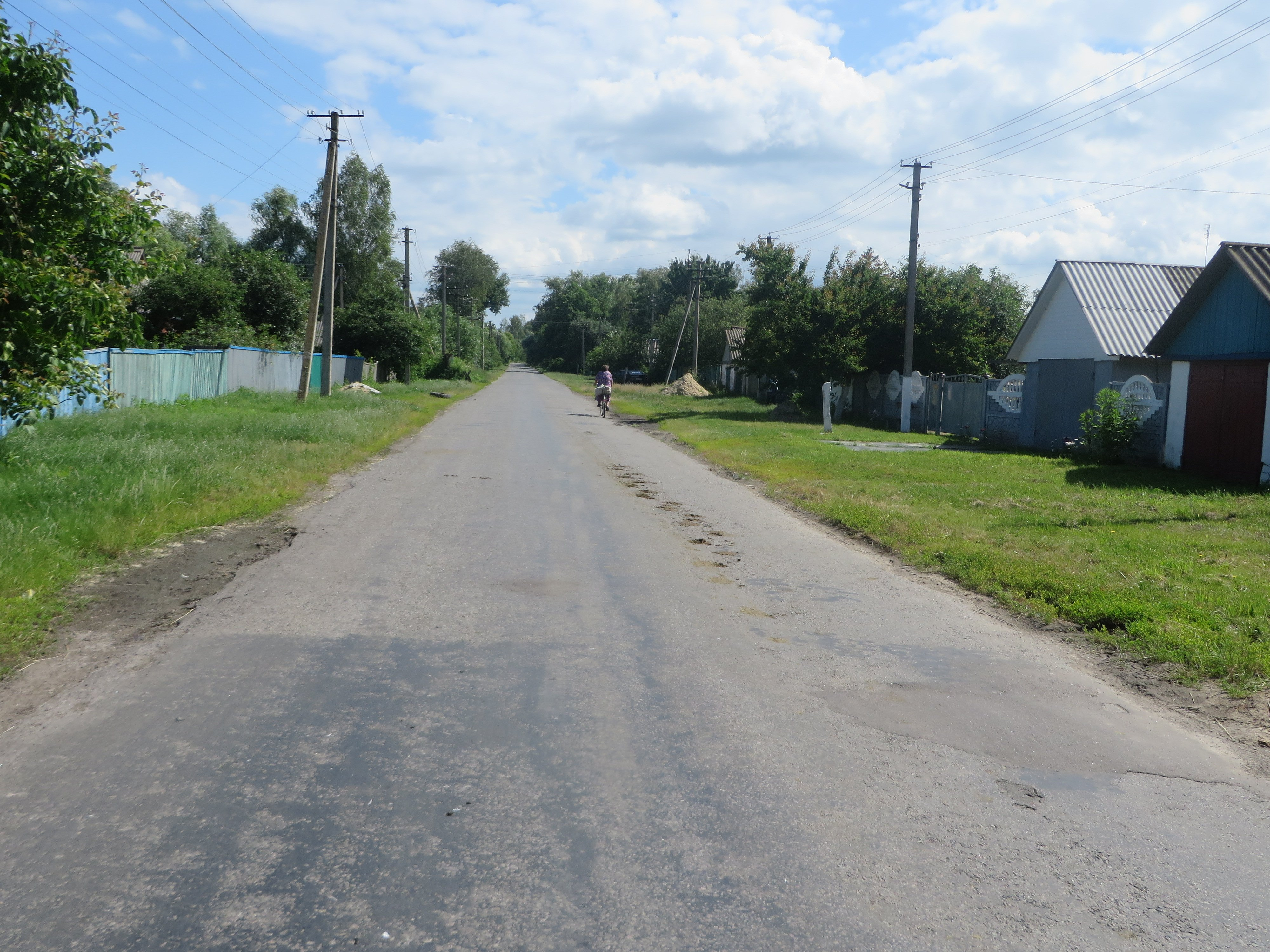
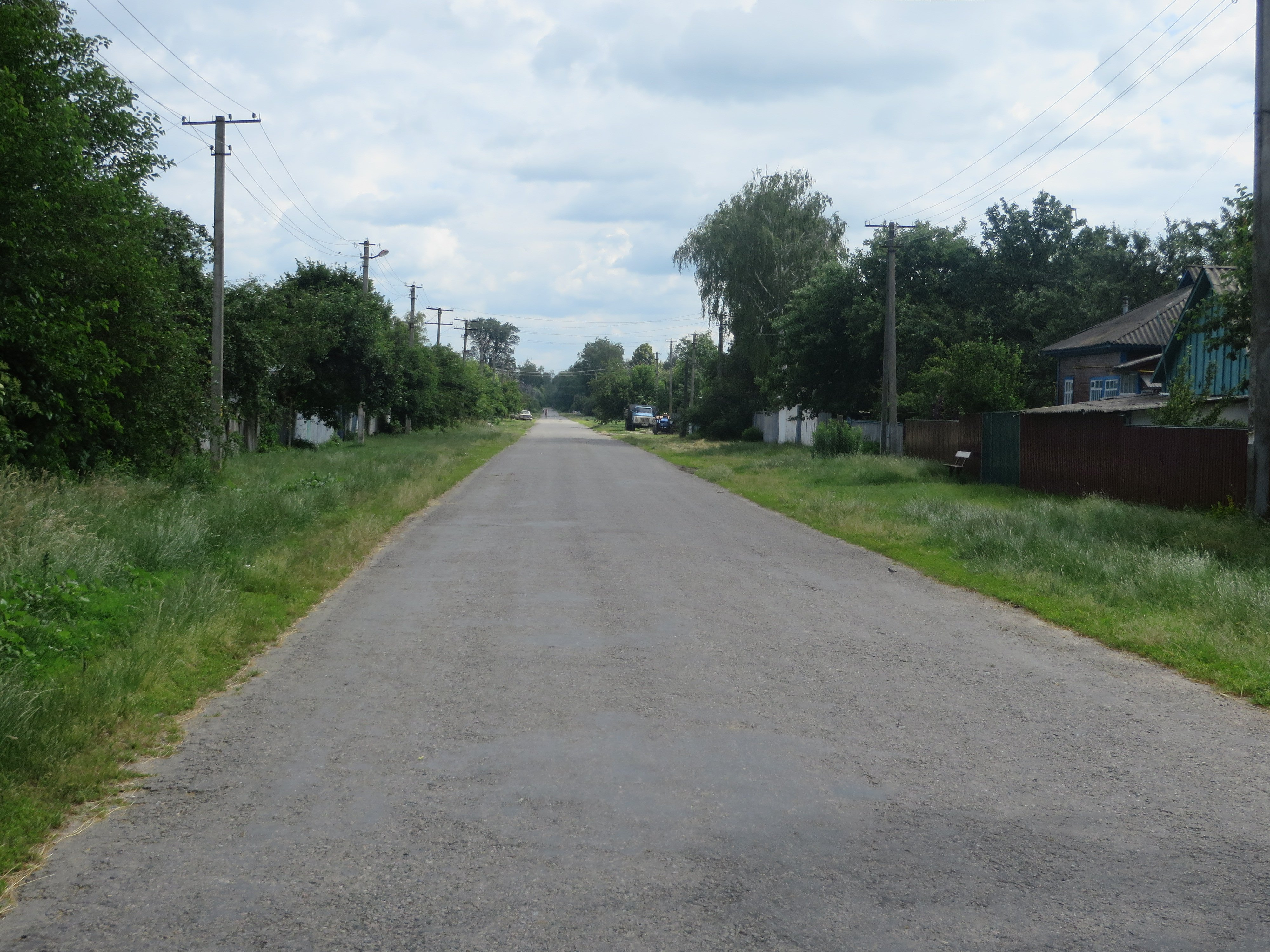
Єдина вулиця села — вулиця Перемоги
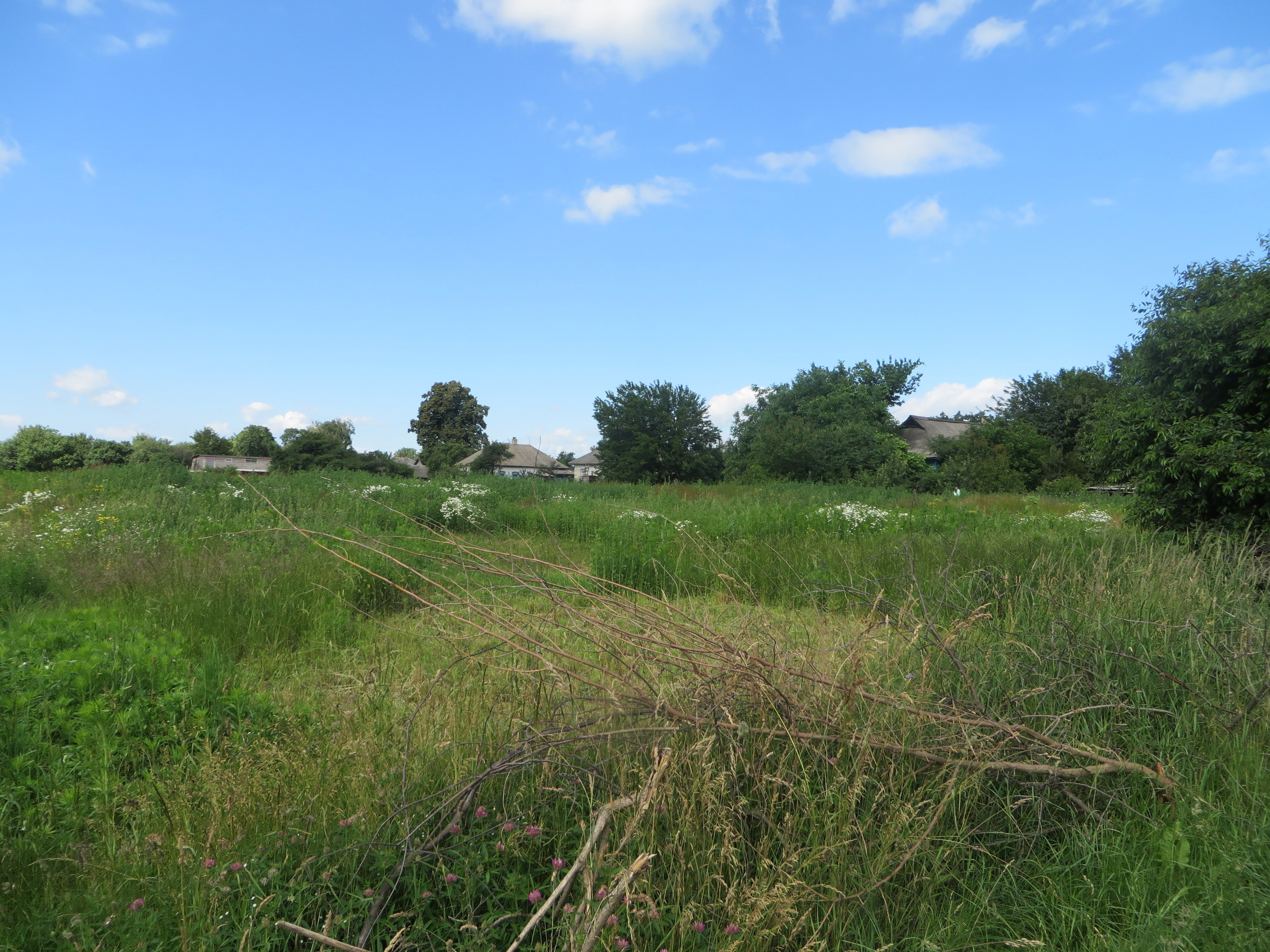
За селом
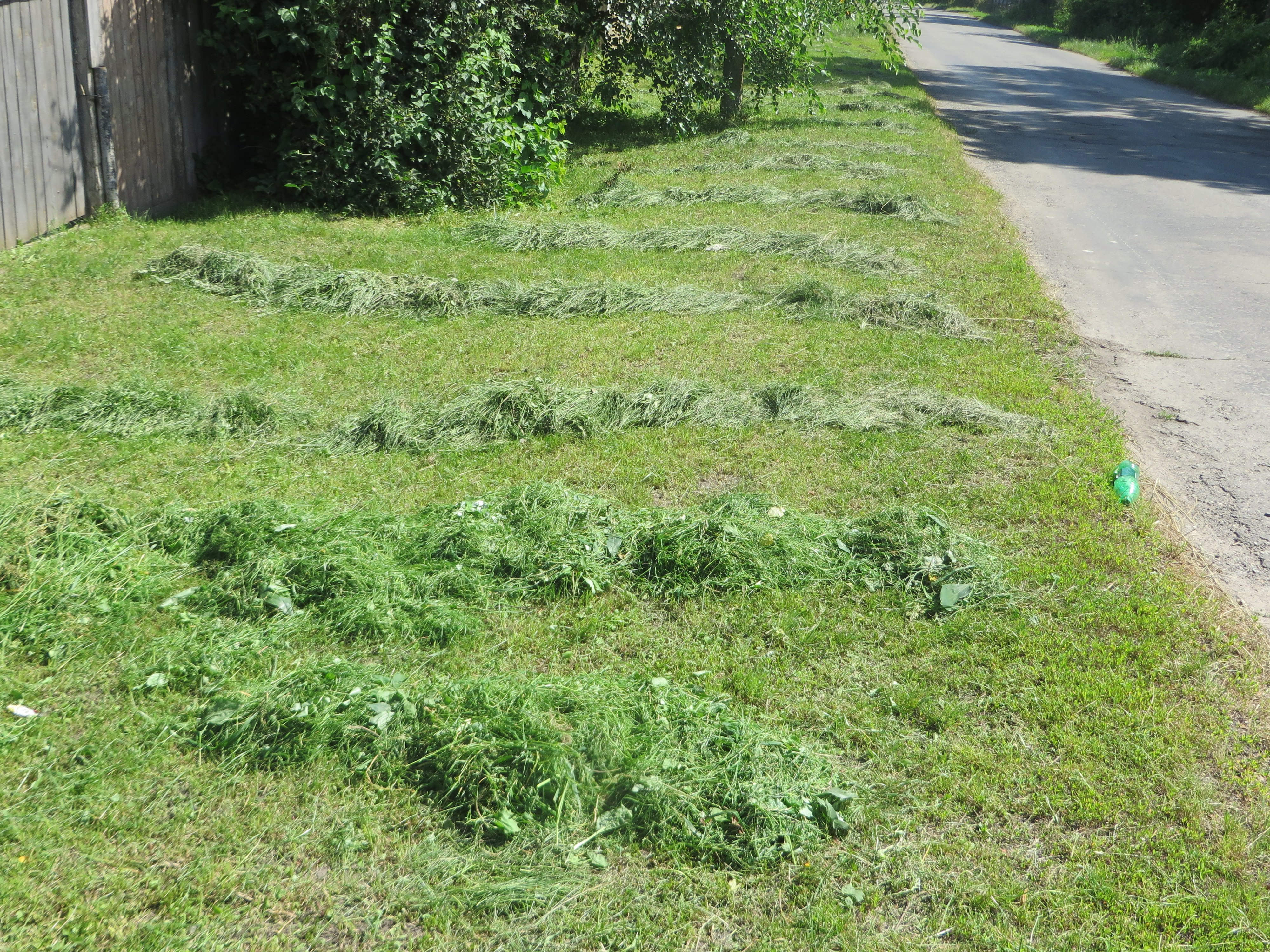
Свіжі покоси
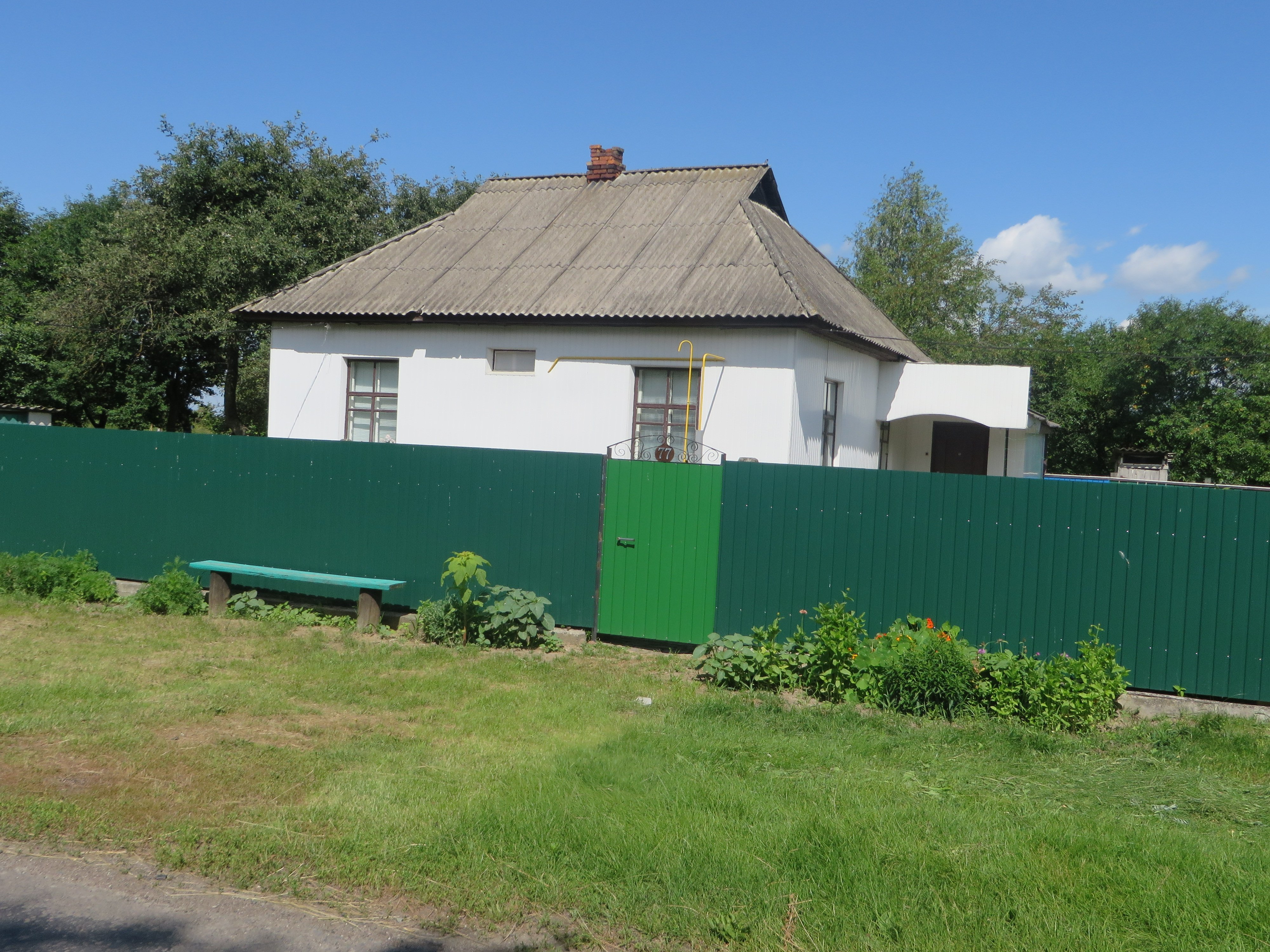
Оновлена хата
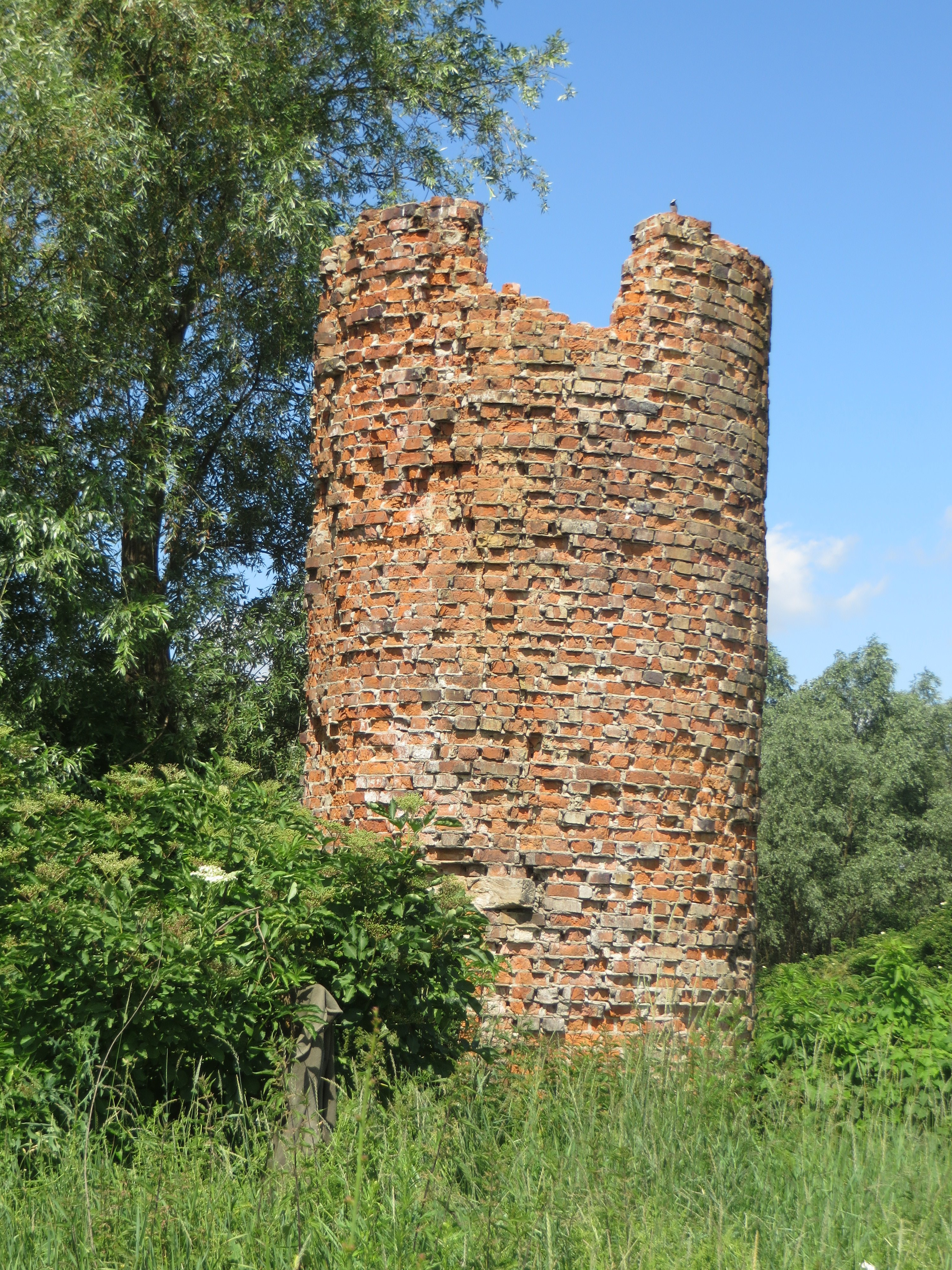
Руїни водонапірної вежі
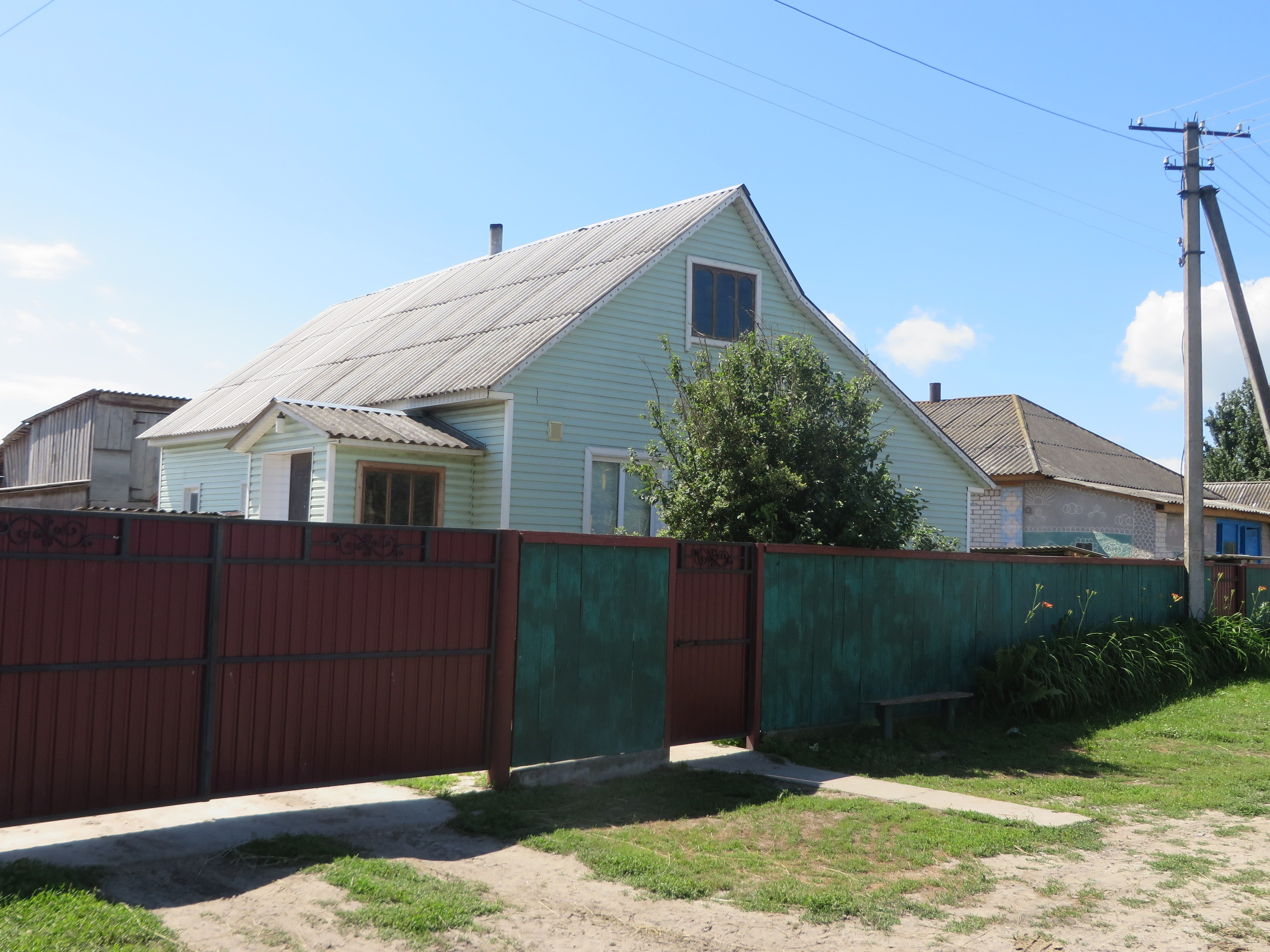
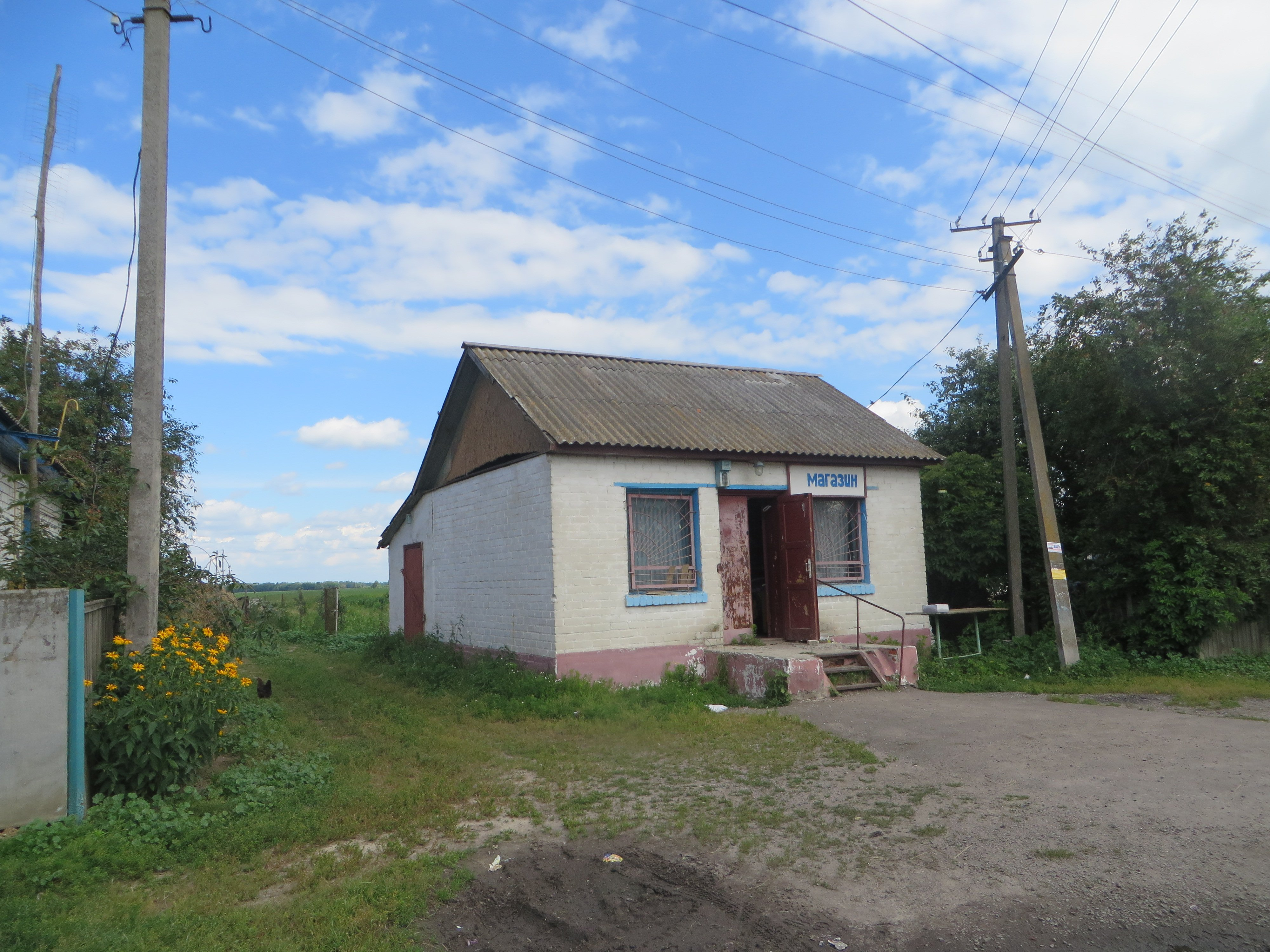
Магазин
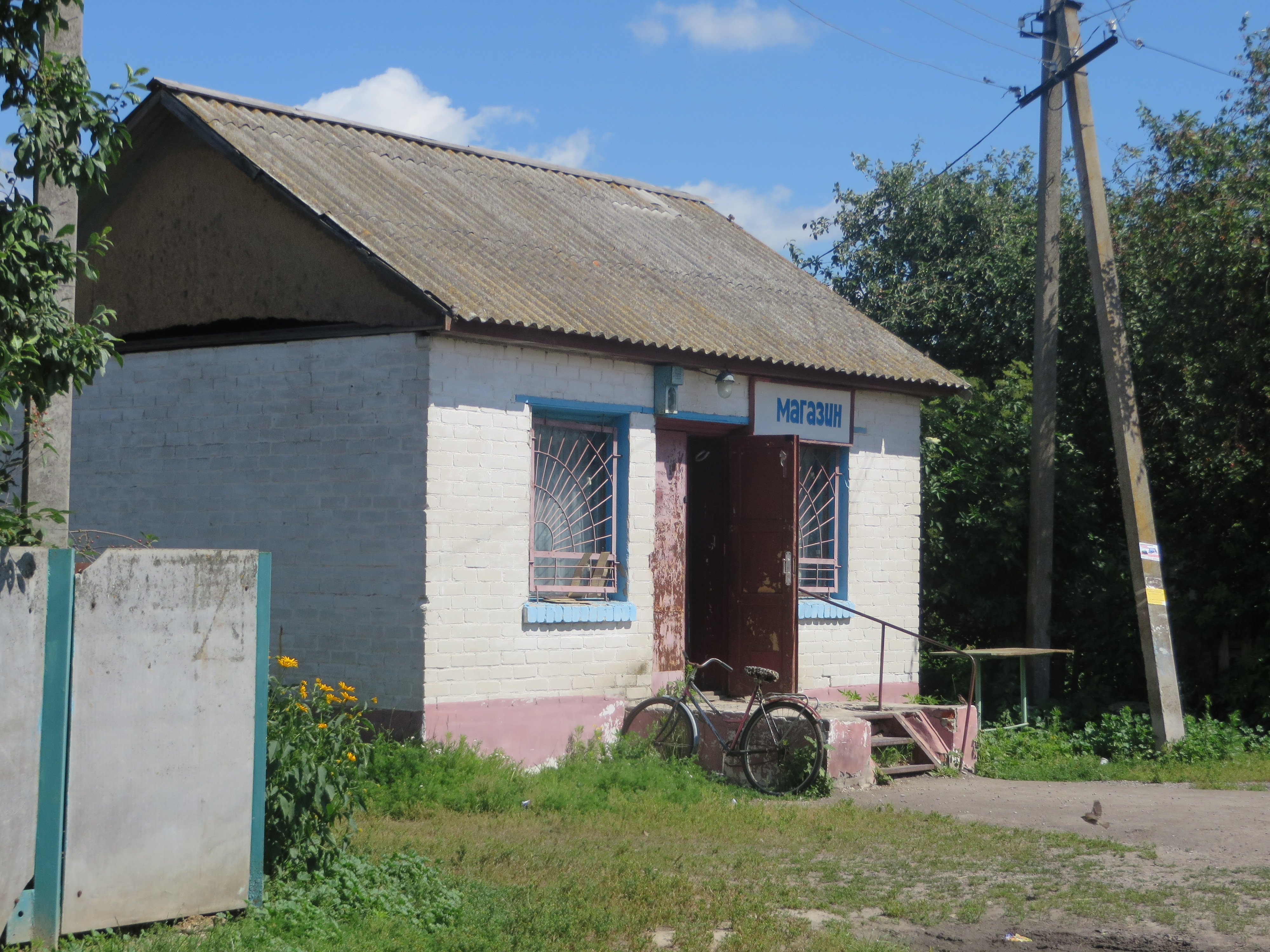
Магазин
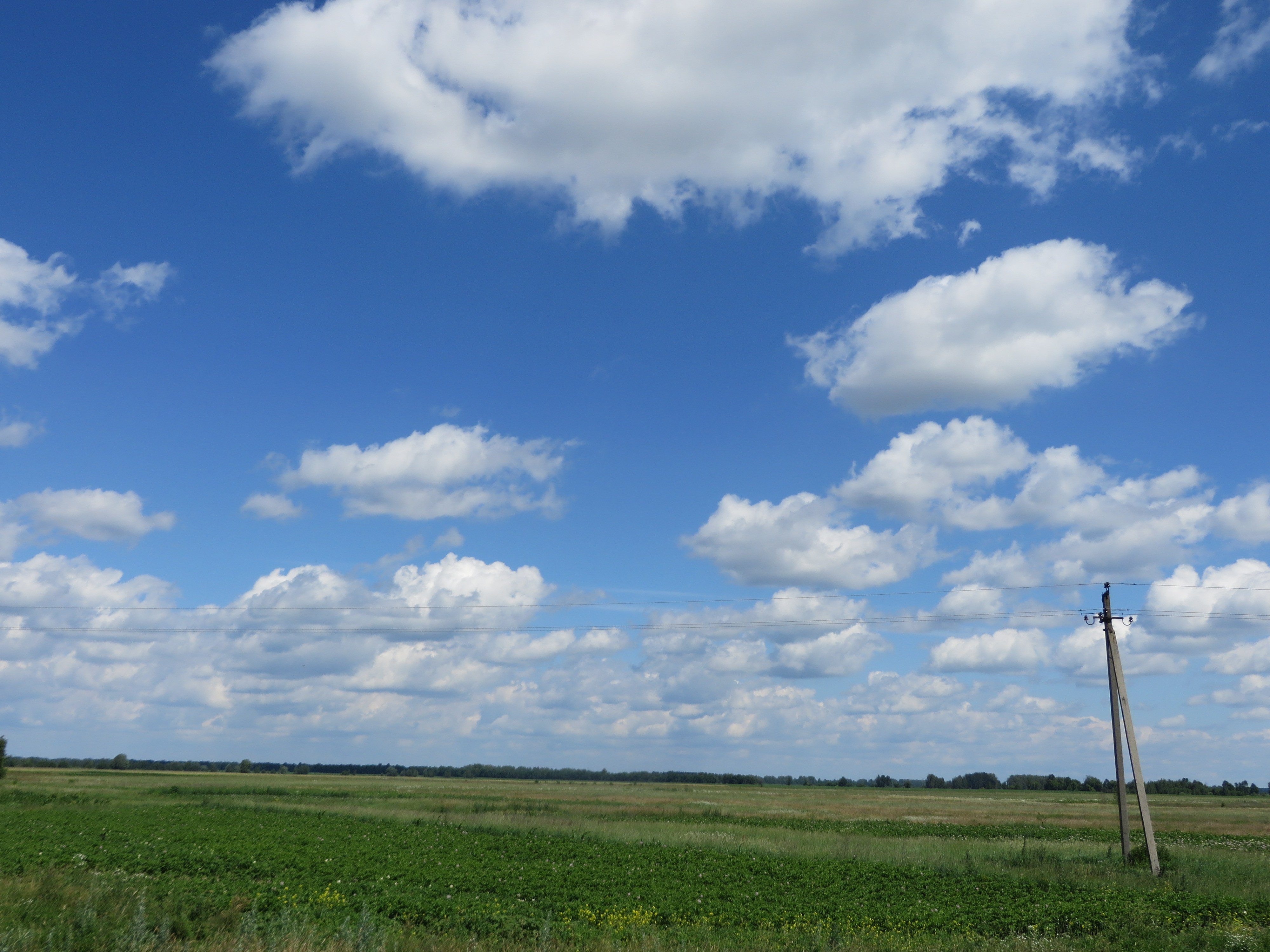
Між Пенязівкою і Куликівкою